# Cemus viator
Cemus viator är en insektsart som beskrevs av Ronald Gordon Fennah 1968. Cemus viator ingår i släktet Cemus och familjen sporrstritar. Inga underarter finns listade i Catalogue of Life.